# Rosehearty

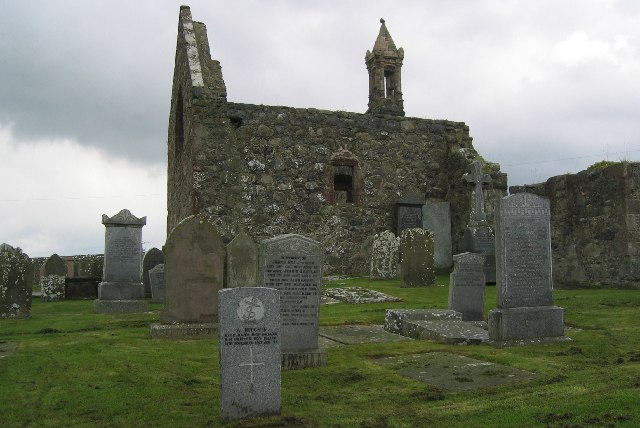
Rosehearty: la Pitsligo Church

Rosehearty (in gaelico scozzese: Ros Abhartaich; in Scots: Rizartie o Rizarty ) è un villaggio di circa 1.300 abitanti della costa nord-orientale della Scozia, facente parte dell'area amministrativa dell'Aberdeenshire ed affacciato sul Moray Firth (Mare del Nord).

## Etimologia
Il toponimo gaelico Ros Abhartaich (da cui: Rosehearty) significa letteralmente "promontorio di Abhartach", con riferimento probabilmente ad un capo vichingo.

## Geografia fisica

### Collocazione
Rosehearty si trova nella parte nord-orientale dell'Aberdeenshire, tra Fraserburgh e Gardenstown (rispettivamente ad ovest della prima e ad est della seconda) . Da Fraserburch dista circa 4 miglia.

## Società

### Evoluzione demografica
Al censimento del 2011, Rosehearty contava una popolazione pari a 1.322 abitanti.
Il villaggio ha conosciuto un incremento demografico rispetto al 2001, quando contava 1.251 abitanti e soprattutto rispetto al 1991 quando ne contava 893.

## Storia
I primi insediamenti in loco furono probabilmente da parte dei Danesi nel corso del XIV secolo.
Nel 1424 fu costruito in loco dalla famiglia Fraser un castello, il Pitsligo Castle , in seguito ampliato nel 1570 dalla famiglia Forbes, dopo che i Fraser si erano trasferiti al Pittulie Castle .
Negli anni trenta del XVII secolo, la località si espanse per volere di Sir Alex Forbes, che voleva far diventare Rosehearty un importante centro peschereccio.
Rosehearty conobbe quindi il suo massimo periodo di splendore come villaggio di pescatori negli anni cinquanta del XIX secolo, quando nel porto erano ancorate circa 90 barche.

## Edifici e luoghi d'interesse
- Pitsligo Castle[3]
- Pittulie Castle[3]
- Pitsligo Church[3]

## Infrastrutture e trasporti
A Rosehearty si trova un aeroporto civile.